# Latinobarómetro
Corporación Latinobarómetro es una organización sin ánimo de lucro privada independiente con sede en Providencia, Provincia de Santiago, Chile, que realiza encuestas de ciencias sociales en América Latina y también es responsable de publicar los resultados. Latinobarómetro involucra principalmente a actores sociales y políticos de América Latina. La empresa se considera independiente de influencias externas.
El directorio de Lantinobarómetro está compuesto íntegramente por ciudadanos chilenos. La organización está regulada por la ley chilena. La fundadora y directora es Marta Lagos. La dirección es apoyada por un Consejo Asesor Internacional. Lagos, que tiene una maestría en Economía en la Universidad de Heidelberg, comenzó a trabajar en investigación de opinión en 1984 en el Centro de Estudios de la Realidad Contemporánea (CERC) en Chile, donde fue directora de 1990 a 1993. En 1994, fundó su propia empresa de investigación de mercado y opinión, en asociación con Ipsos MORI y con sede en Reino Unido.
Es el responsable de realizar el estudio homónimo Latinobarómetro, una encuesta de opinión anual que aspira representar las opiniones de más de 600 millones de habitantes desde 1995 (a excepción de 1999) con alrededor de 20 000 entrevistas en 18 países latinoamericanos. Observa el desarrollo de las democracias, las economías y las sociedades, utilizando indicadores de actitud, opinión y comportamiento.